# خانه دکتر معدل‌السلطنه
خانه دکتر لطفعلی خان معدل السلطنه مربوط به دوره قاجار است و در شیراز، خیابان قاآنی ـ کوچه معدل ـ پلاک ۱۲ واقع شده و این اثر در تاریخ ۱۸ مهر ۱۳۵۶ با شمارهٔ ثبت ۱۵۶۲ به‌عنوان یکی از آثار ملی ایران به ثبت رسیده است.